# Try to remember
『Try to remember』（トライ トゥー リメンバー）は、2008年にリリースされた来生たかおの企画アルバム（CD〈規格品番：ANOC-6116〉）である。

## 概要
※原則的に、来生たかおは“来生”に省略、来生えつこは“来生えつこ”と表記。
それまでライヴビデオ・LD・DVDはリリースして来た来生だが、ライブ・アルバムは本作が初めてになる。
1 - 5曲目・12曲目・13曲目は、2007年12月21日の『スペシャルライブ2007 Stand Alone Christmas Color』（東京都・中野サンプラザ）、6 - 11曲目・14 - 16曲目は、2005年12月26日の『30th Anniversary X’mas Concert Tour 2005 avantage』（東京都・東京厚生年金会館）の模様を収録している。なお、後者は2006年にリリースされた3枚組DVD『TAKAO KISUGI 30th Anniversary X'mas Concert 2005 avantage』にも収められている。
ジャケットは紙製仕様で、歌詞カードにはステージや楽屋、オリジナルアルバム『égalité』『Avantage』のジャケット等の写真があしらわれている。また、歌詞カードと歌唱とでは一部歌詞が異なっている。
編曲者名は記されていないが、バックバンドである“スタートル”と来生自身が手掛けていると思われる。
なお、ブックレットには“プロデューサー”は明記されておらず、“エグゼクティブプロデューサー”として安西範康の名が記されている。

## パッケージの体裁

### アルバムタイトル
※初出のジャケット表記“Try to Remember”以外のもの
帯
“トライ トゥー リメンバー”
なお、各種ディスコグラフィーによっても表記は片仮名やアルファベットになっている。

### ディスクジャケット
紙製ケース（紙ジャケット）に歌詞カードを封入

### 帯のコピー
初CD化曲「僕等のダイアリー」「まなざしの彼方」「心のゆくえ」を含む来生たかお 初のライブベストアルバム。

## 収録曲
1. 逢瀬（4：35）
  - 作詞：来生えつこ / 作曲：来生たかお
  - 松田真人によるピアノ伴奏のみで歌われたヴァージョン。
  - 楽曲の詳細は企画アルバム『LABYRINTH』を参照。
2. まなざしの彼方（5：15）
  - 作詞：来生えつこ / 作曲：来生たかお
  - ピアノによる弾き語りヴァージョン。
  - 美空ひばりのシングル「笑ってよムーンライト」（1983年5月21日リリース）のB面に収録された提供曲で、来生のカヴァーはライヴ・ヴァージョンのみである。
3. ほほえみの扉（4：01）
  - 作詞：来生えつこ / 作曲：来生たかお
  - ピアノによる弾き語りヴァージョン。
  - 楽曲の詳細は企画アルバム『Visitor』を参照。
4. 長雨（3：29）
  - 作詞：来生えつこ / 作曲：来生たかお
  - カルテット編成によるアコースティック・ヴァージョン。
  - 楽曲の詳細はオリジナル・アルバム『ジグザグ』参照。
5. ねがえり（4：52）
  - 作詞：忌野清志郎 / 作曲：来生たかお
  - カルテット編成によるアコースティック・ヴァージョン。
  - 楽曲の詳細はオリジナルアルバム『Dear my company』参照。
6. セカンド・ラブ（3：57）
  - 作詞：来生えつこ / 作曲：来生たかお
  - フルバンド編成によるヴァージョン。
  - 楽曲の詳細は企画アルバム『Visitor』を参照。
7. シルエット・ロマンス（5：27）
  - 作詞：来生えつこ / 作曲：来生たかお
  - フルバンド編成によるヴァージョン。
  - 楽曲の詳細は企画アルバム『Visitor』を参照。
8. 疑問符（4：22）
  - 作詞：来生えつこ / 作曲：来生たかお
  - フルバンド編成によるヴァージョン。
  - 楽曲の詳細は企画アルバム『LABYRINTH』を参照。
9. With（4：17）
  - 作詞：来生えつこ / 作曲：来生たかお
  - フルバンド編成によるヴァージョン。
  - 楽曲の詳細は企画アルバム『LABYRINTH II』を参照。
10. マイ・ラグジュアリー・ナイト（4：20）
  - 作詞：来生えつこ / 作曲：来生たかお
  - フルバンド編成によるヴァージョン。
  - 楽曲の詳細は企画アルバム『Visitor』を参照。
11. 心のゆくえ（4：27）
  - 作詞：来生えつこ / 作曲：来生たかお
  - フルバンド編成によるヴァージョン。
  - 来生によるカヴァーはライヴ・ヴァージョンのみである。
  - 楽曲の詳細は企画アルバム『来生たかおSONGS』を参照。
12. 僕等のダイアリー（3：12）
  - 作詞：来生えつこ / 作曲：来生たかお
  - フルバンド編成によるヴァージョン。
  - 来生によるカヴァーはライヴ・ヴァージョンのみである。
  - 楽曲の詳細は企画アルバム『来生たかおSONGS』を参照。
13. ためいき春秋（5：10）
  - 作詞：来生えつこ / 作曲：来生たかお
  - フルバンド編成によるヴァージョン。
  - 楽曲の詳細はオリジナル・アルバム『夢の途中』参照。
14. 夢より遠くへ（4：45）
  - 作詞：来生えつこ / 作曲：来生たかお
  - フルバンド編成によるヴァージョン。
  - 楽曲の詳細はオリジナル・アルバム『永遠の瞬間』参照。
15. 夢の途中（5：16）
  - 作詞：来生えつこ / 作曲：来生たかお
  - フルバンド編成によるヴァージョン。
  - 楽曲の詳細はオリジナルアルバム『夢の途中』参照。
16. Goodbye day（5：34）
  - 作詞：来生えつこ / 作曲：来生たかお
  - フルバンド編成によるヴァージョン。
  - 楽曲の詳細はオリジナル・アルバム『Sparkle』参照。

## 参加ミュージシャン
- Piano：松田真人（1,6 - 10）、来生たかお（2 - 5,11 - 13,15,16）
- Keyboards：松田真人（4,5,11 - 16）
- Keyboards：山崎教昌（6 - 11,14 - 16）
- A. Guitar：小田木隆明（4,5）、土屋潔（4,5,9,11,14）
- E.Guitar：小田木隆明（12,13）、土屋潔（6 - 8,10,12,13,15,16）
- Bass：千葉一樹（6 - 11,14 - 16）、安田英司（12,13）
- Drums：佐藤武美（4 - 16）
- Chorus：松田真人（4,15）、土屋潔（4,15）、小田木隆明（4,12,13）

## 参加スタッフ
コンサートスタッフ
- Stage Director：瀧口一憲
- Lighting Plan：上島正昭
- Lighting Operation：池端隆治、大島直也、吉岡亮介、其田創
- Concert Mix：高橋宏幸
- Fold Back：中島七知雄、榎戸香織
- Instrumental：小黒正明
- Transport：小松裕二、遠藤直樹、島崎有紀
- Tour Manager：大野美沙子（エニー）

レコーディングスタッフ
- Recording Engineer：高橋宏幸
- Assistant Engineer：原一
- Mastering Engineer：山口高規（東京CDセンター）
- Director：坂口公一（日本音声保存）
- Executive Producers：安西範康（エニー）

アートワーク
- Art Direction・Design & Photos：三島浩

Thanks to
- 来生えつこ、渡辺智加、ビコーズ、SOGO東京、エニー、一口坂スタジオ、フジパシフィック音楽出版